# Penatih
Penatih is een bestuurslaag in het regentschap Denpasar van de provincie Bali, Indonesië. Penatih telt 11.188 inwoners (volkstelling 2010).